# 西若松站

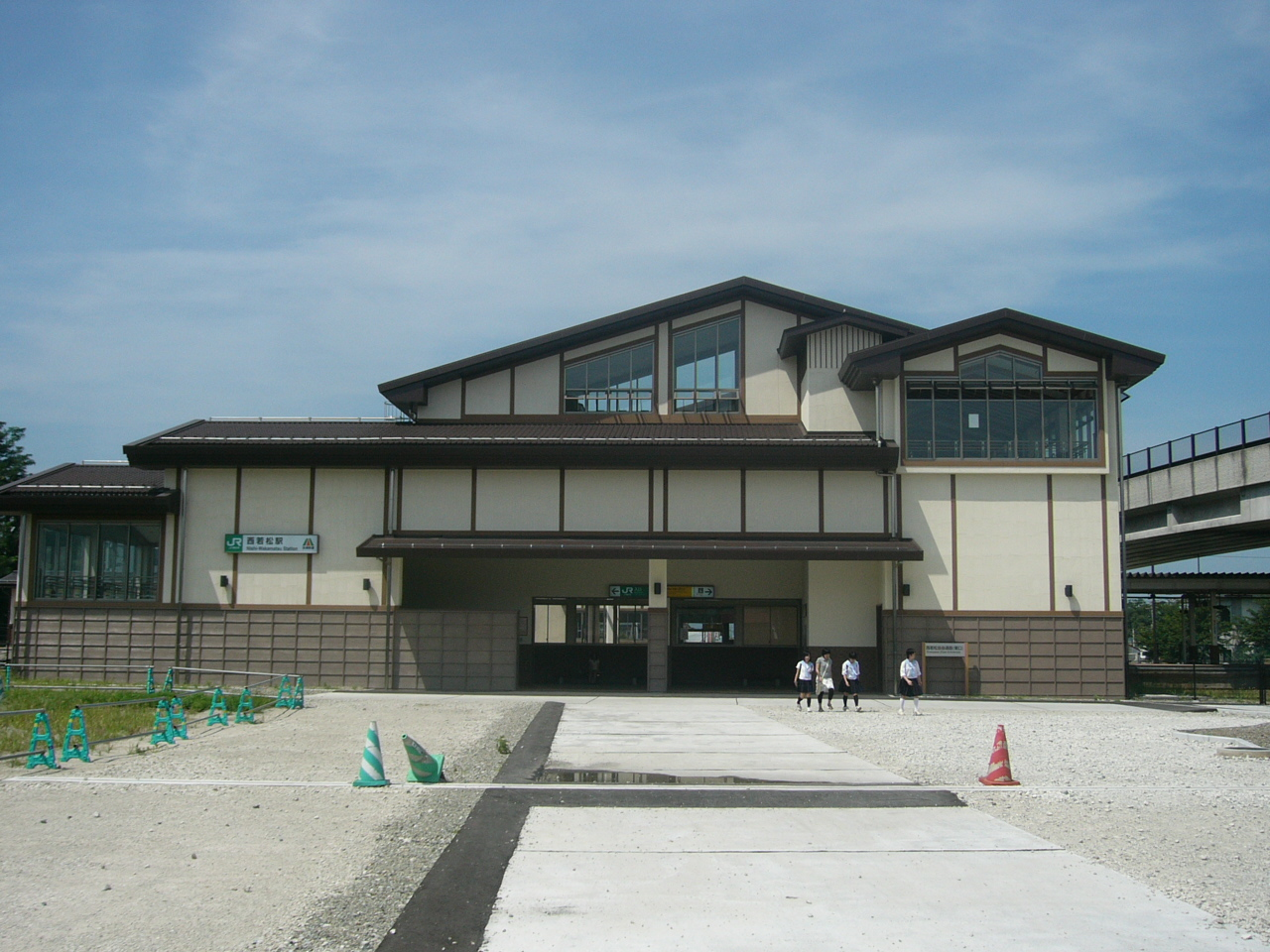
東口（2006年8月）

西若松站（日语：／ Nishi-Wakamatsu eki */?）是一個位於日本福島縣會津若松市材木町一丁目，屬於會津鐵道、東日本旅客鐵道（JR東日本）的鐵路車站。
此站有會津鐵道的會津線與JR東日本的只見線停靠，是共同使用站，閘口由兩間公司共用。此站是會津線的起點站，所有列車都途經JR只見線直通至會津若松站。

## 車站構造
側式月台1面1線（1號月台）與島式月台1面2線（2號月台、3號月台），合計2面3線的地面車站。月台設備由會津若松站管理。

### 月台配置
| 月台 | 路線        | 方向 | 目的地       | 備註                               |
| ---- | ----------- | ---- | ------------ | ---------------------------------- |
| 1    | ■只見線     | 上行 | 會津若松方向 | 會津川口方面開抵的列車，只限1日1班 |
| 2    | ■只見線     | 上行 | 會津若松方向 | 會津川口方面開抵的列車             |
| 2    | ■只見線     | 下行 | 會津川口方面 |                                    |
| 3    | ■會津鐵道線 | 上行 | 會津若松方向 | 會津田島方向開抵的列車             |
| 3    | ■會津鐵道線 | 下行 | 會津田島方向 |                                    |

## 使用情況
- JR東日本 - 2018年度（平成30年度）的1日平均上車人次為637人[JR 1]。
- 會津鐵道 - 2016年度（平成28年度）的1日平均上車人次為216人[会津鉄道 1]。

| 上車人次推移       | 上車人次推移 | 上車人次推移 |
| 年度               | JR東日本     | 會津鐵道     |
| ------------------ | ------------ | ------------ |
| 2000年（平成12年） | 714          | 386          |
| 2001年（平成13年） | 725          | 373          |
| 2002年（平成14年） | 736          | 384          |
| 2003年（平成15年） | 721          | 389          |
| 2004年（平成16年） | 712          | 353          |
| 2005年（平成17年） | 743          | 329          |
| 2006年（平成18年） | 766          | 304          |
| 2007年（平成19年） | 737          | 279          |
| 2008年（平成20年） | 719          | 249          |
| 2009年（平成21年） | 703          | 222          |
| 2010年（平成22年） | 731          | 197          |
| 2011年（平成23年） | 668          | 169          |
| 2012年（平成24年） | 669          | 184          |
| 2013年（平成25年） | 656          | 184          |
| 2014年（平成26年） | 619          | 170          |
| 2015年（平成27年） | 654          | 205          |
| 2016年（平成28年） | 644          | 216          |
| 2017年（平成29年） | 656          |              |
| 2018年（平成30年） | 637          |              |

## 相鄰車站
會津鐵道
■會津線（會津若松站－此站間為只見線）
□快速「接力號」
七日町－西若松－蘆之牧溫泉
□快速「AIZU山特快」、■普通（包括「接力號」）
七日町－西若松－南若松
東日本旅客鐵道（JR東日本）
■只見線
七日町－西若松－會津本鄉

### 使用情況

#### JR東日本
1. 1 2  . 東日本旅客鉄道.   [2019-07-22]. （原始内容存档于2019-07-05）.
2. ↑  . 東日本旅客鉄道.   [2019-03-08]. （原始内容存档于2019-04-02）.
3. ↑  . 東日本旅客鉄道.   [2019-03-08]. （原始内容存档于2019-02-22）.
4. ↑  . 東日本旅客鉄道.   [2019-03-08]. （原始内容存档于2019-04-02）.
5. ↑  . 東日本旅客鉄道.   [2019-03-08]. （原始内容存档于2019-03-27）.
6. ↑  . 東日本旅客鉄道.   [2019-03-08]. （原始内容存档于2019-02-23）.
7. ↑  . 東日本旅客鉄道.   [2019-03-08]. （原始内容存档于2019-04-02）.
8. ↑  . 東日本旅客鉄道.   [2019-03-08]. （原始内容存档于2019-03-27）.
9. ↑  . 東日本旅客鉄道.   [2019-03-08]. （原始内容存档于2019-04-02）.
10. ↑  . 東日本旅客鉄道.   [2019-03-08]. （原始内容存档于2019-02-22）.
11. ↑  . 東日本旅客鉄道.   [2019-03-08]. （原始内容存档于2019-04-02）.
12. ↑  . 東日本旅客鉄道.   [2019-03-08]. （原始内容存档于2019-03-27）.
13. ↑  . 東日本旅客鉄道.   [2019-03-08]. （原始内容存档于2019-03-27）.
14. ↑  . 東日本旅客鉄道.   [2019-03-08]. （原始内容存档于2019-04-02）.
15. ↑  . 東日本旅客鉄道.   [2019-03-08]. （原始内容存档于2017-02-08）.
16. ↑  . 東日本旅客鉄道.   [2019-03-08]. （原始内容存档于2019-04-02）.
17. ↑  . 東日本旅客鉄道.   [2019-03-08]. （原始内容存档于2019-03-23）.
18. ↑  . 東日本旅客鉄道.   [2019-03-08]. （原始内容存档于2019-03-27）.
19. ↑  . 東日本旅客鉄道.   [2019-03-08]. （原始内容存档于2019-03-25）.

#### 會津鐵道
1. ↑  .   [2020-07-05]. （原始内容存档于2018-06-08）.

## 外部連結
- 會津鐵道 西若松站 （页面存档备份，存于）（日語）
- JR東日本 西若松站 （页面存档备份，存于）（日語）